# Adenilil ciclasa
La adenil ciclasa (AC) (EC 4.6.1.1), también conocida como ciclasa de adenilato es una enzima liasa. Forma parte de la cascada de señalización de la proteína G que transmite señales químicas desde el exterior de la célula a su interior a través de la membrana celular.
La señal exterior se une a un receptor que transmite la señal a la proteína G, que a su vez transmite una señal a la adenil ciclasa, que a su vez la retransmite convirtiendo adenosín trifosfato (ATP) a adenosín monofosfato cíclico (cAMP). El (cAMP) es un segundo mensajero.

## Tipos
En el ser humano existen 10 genes que codifican 10 isozimas diferentes de la adenil ciclasa: ADCY1, ADCY2, ADCY3, ADCY4, ADCY5, ADCY6, ADCY7, ADCY8, ADCY9, ADCY10.

## Reacción
La adenil ciclasa cataliza la conversión de ATP a cAMP y pirofosfato. El cAMP es una molécula importante en la transducción de la señales en las células eucariotas.

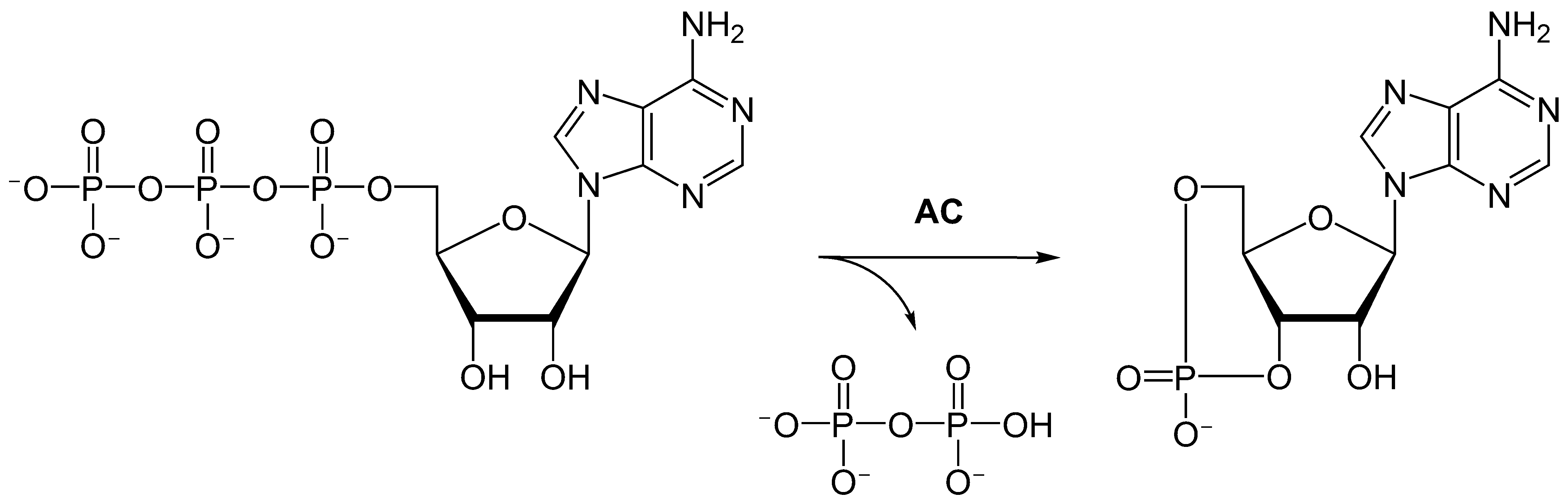
Figura 1. La reacción catalizada por adenil ciclasa es la conversión de ATP a AMP cíclico.

La adenil ciclasa puede ser activada o inhibida por las proteínas G que están acopladas a receptores en la membrana y por tanto pueden responder a estímulos hormonales o de otro tipo. Después de la activación de la adenil ciclasa, el cAMP formado actúa como un segundo mensajero interactuando con y regulando otras proteínas como la proteína kinasa A y canales iónicos.
La adenil ciclasa fotoactivable (PAC) fue descubierta en la Euglena gracilis y puede ser expresada en otros organismos a través de manipulación genética. La luz azul aplicada sobre una célula que contenga PAC, la activa e incrementa abruptamente la velocidad de conversión de ATP a cAMP. Esta es una técnica muy útil para los investigadores en neurociencias ya que les permite incrementar rápidamente los niveles intracelulares de cAMP en neuronas particulares, y así estudiar el efecto de este incremento en el comportamiento del organismo. Por ejemplo, la expresión de PAC en ciertas neuronas ha mostrado la alteración del comportamiento de acicalado en las moscas de la fruta expuestas a luz azul. Los investigadores también usan rodopsina tipo II de una forma similar.

## Estructura

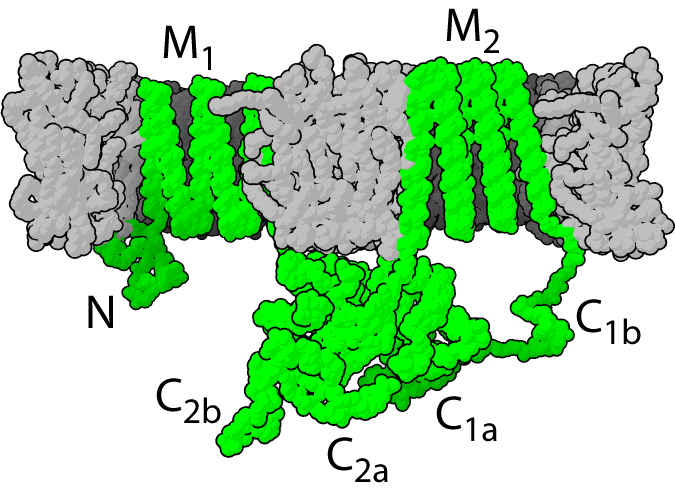
Figura 2. Estructura de la adenil ciclasa.

La estructura primaria de la adenil ciclasa está constituida por más de 1000 aminoácidos con dominios específicos:
- M1 y M2: Dominios integrales de membrana constituidos por 6 hélice alfa.

- Cb y Ca: Dos grandes asas citosólicas con dominios catalíticos con capacidad de dimerizar y unirse al ATP.

La adenil ciclasa es una proteína transmembrana que atraviesa la membrana plasmática hasta 12 veces. Su dominio catalítico se encuentra hacia el citoplasma, y está dividido en el N terminal, en C1a, C1b, C2a y C2b. La región C1 se encuentra entre las hélices alfa seis y siete, y la C2 está tras la hélice alfa 12. C1a y C2a forman un dímero que constituyen el sitio catalítico, donde el ATP se transforma a cAMP.

## Regulación
La adenil ciclasa está regulada de forma dual por las proteínas G. Las Gs estimulan su actividad y las Gi la inhiben. También es regulada por la forskolina y por otros sustratos específicos dependiendo de la isozima:
- Las isozimas ADCY1, ADCY3 y ADCY8 son estimuladas por el complejo Ca2+/calmodulina.
- Las isozimas ADCY5 y ADCY6 son inhibidas por Ca2+ de una forma independiente de la calmodulina.
- Las isozimas ADCY2, ADCY4 y ADCY9 son estimuladas por las subunidades beta de la proteína G.
- Las isozimas ADCY1, ADCY5 y ADCY6 son claramente inhibidas por Gi, mientras que otras isozimas muestran menos regulación dual por la proteína Gi.
- La isozima soluble ADCY10 no es una forma transmembrana y no es regulada por las proteínas G ni por la forskolina. Actúa como un sensor de bicarbonato/pH.

En las neuronas las adenil ciclasas sensibles al calcio están localizadas cerca de los canales iónicos de calcio para así tener una reacción rápida a un influjo de Ca2+. Se sospecha que juegan un papel importante en los procesos de aprendizaje. Esto es soportado por el hecho que las adenilil ciclasas son detectores de coincidencia. Esto significa que son activadas solamente cuando varias señales ocurren a la vez. En los tejidos y células periféricas las adenil ciclasas aparecen para formar complejos moleculares con receptores específicos y otras proteínas señalizadoras de una forma específica a la isozima.